# Gujba
Gujba è una delle diciassette aree a governo locale (local government area) in cui è suddiviso lo stato di Yobe, in Nigeria. Estesa su una superficie di 3.239 chilometri quadrati, conta una popolazione di 130.088 abitanti.